# Hémifluorure d'argent
L'hémifluorure d'argent est un composé inorganique de formule Ag2F. C'est un exemple rare de composé où l'état d'oxydation de l'argent est fractionnaire. Le composé est produit par la réaction entre l'argent et le fluorure d'argent(I) :
Ag  +  AgF   →   Ag2F
Il forme des petits cristaux avec un reflet bronze et est un bon conducteur de l'électricité. Au contact de l'eau, une hydrolyse presque instantanée se produit avec une précipitation de poudre d'argent (Ag).

## Structure cristalline
Ag2F possède une structure cristalline anti-CdI2, c'est-à-dire la même structure que l'iodure de cadmium, CdI2, mais avec les centres "Ag½+" dans les positions I− et les ions F− dans les positions Cd2+. La distance minimale entre les atomes d'argent est de 299,6 pm  (contre 289 pm dans le métal).